# Хірлукаси
Хірлука́си (рос. Хирлукасы, чув. Хирлÿкасси) — присілок у Чувашії Російської Федерації, у складі Пандіковського сільського поселення Красночетайського району.
Населення — 222 особи (2010; 331 в 2002, 634 в 1979, 572 в 1939, 631 в 1926, 412 в 1897, 309 в 1869). Національний складі — чуваші та росіяни.
Національний склад (2002):
- чуваші — 98 %

## Історія
Історичні назви — Хирлукаси, Ятнарська. До 1835 року селяни мали статус державних, до 1863 року — удільних, займались землеробством, тваринництвом, садівництвом, бджільництвом, бондарством. З 1906 року діяла церковнопарафіяльна школа. 1931 року створено колгосп «Завіти Ілліча». До 1920 року присілок входив до складу Курмиської та Пандіковської волостей Курмиського повіту (у період 1835–1863 років — у складі Курмиського удільного приказу), до 1927 року — Пандіковської та Красночетаївської волостей Ядринського повітів. З переходом на райони 1927 року — спочатку у складі Красночетайського, у період 1962–1965 років — у складі Шумерлинського, після чого знову переданий до складу Красночетайського району.

## Господарство
У селі діють клуб та магазин.